# Wilhelm Eliassen
Wilhelm Hedly Eliassen (Mo i Rana, 13 agosto 1935 – Hønefoss, 3 marzo 2021) è stato un calciatore norvegese, di ruolo attaccante.

## Carriera

### Club
Eliassen giocò per il Frigg.

### Nazionale
Conta una presenza per la Norvegia. Il 26 maggio 1960, infatti, subentrò a Steinar Johannessen nella sconfitta per 3-0 contro la Danimarca.